# Jerome Chodorov
Œuvres principales
My Sister Eileen (en) (pièce)
Wonderful Town (comédie musicale)
Anniversary Waltz (en) (pièce)
A Talent for Murder (pièce)
Jerome Chodorov, né le 10 août 1911 à New York (État de New York), ville où il est mort le 12 septembre 2004, est un dramaturge, librettiste, metteur en scène et scénariste américain.

## Biographie
Actif principalement au théâtre, Jerome Chodorov est l'auteur de six pièces écrites en collaboration avec Joseph Fields et créées à Broadway, Schoolhouse on the Lot (1938, avec Sidney Lumet et Charles Wagenheim), My Sister Eileen (en) (1940-1943, avec Shirley Booth et Richard Quine), Junior Miss (1941-1943, avec Gordon MacRae et Doro Merande), The French Touch (mise en scène par René Clair, 1945-1946, avec Brian Aherne et Arlene Francis), Anniversary Waltz (en) (1954-1955, avec Macdonald Carey et Kitty Carlisle) et The Ponder Heart (1956, avec Juanita Hall et David Wayne).
Toujours en collaboration avec Joseph Fields, il est librettiste de la revue Alive and Kicking (en) (musique et paroles d'Harold Rome et autres, 1950, avec David Burns et Jack Cassidy), ainsi que de deux comédies musicales, Wonderful Town (adaptation de la pièce My Sister Eileen précitée, musique de Leonard Bernstein, 1953-1954, avec Rosalind Russell — puis Carol Channing — et Cris Alexander) et The Girl in Pink Tights (en) (musique de Sigmund Romberg, 1954, avec Charles Goldner et Zizi Jeanmaire).
Ultérieurement à Broadway, citons comme seul librettiste la comédie musicale I Had a Ball (en) (musique et paroles de Jack Lawrence et Stan Freeman (en), 1964-1965, avec Richard Kiley et Rosetta LeNoire) et enfin comme auteur, les deux pièces Three Bags Full (1966, avec Paul Ford et Nancy Marchand) et A Talent for Murder (en collaboration avec Norman Panama, 1981, avec Jean-Pierre Aumont et Claudette Colbert).
Toujours à Broadway, il est metteur en scène de trois pièces, dont The Gazebo d'Alec Coppel (1958-1959, avec Jayne Meadows et Walter Slezak) et d'une comédie musicale, Christine (en) (musique de Sammy Fain, 1960, avec Maureen O'Hara dans le rôle-titre et Phil Leeds).
La comédie musicale Wonderful Town précitée lui permet de gagner en 1953 le Tony Award de la meilleure comédie musicale (partagé).
Au cinéma, il est scénariste de seize films américains à partir de 1935, dont Ma sœur est capricieuse d'Alexander Hall (adaptation de la pièce My Sister Eileen précitée, 1942, avec Rosalind Russell et Brian Aherne) et Joyeux Anniversaire de David Miller (adaptation de la pièce Anniversary Waltz précitée, 1959, avec David Niven et Mitzi Gaynor).
Notons ici que Richard Quine, acteur précité de la création à Broadway en 1940 de My Sister Eileen, réalise en 1955 un remake musical du film Ma sœur est capricieuse (1942), sous le même titre original (titre français : Ma sœur est du tonnerre), avec Janet Leigh et Jack Lemmon.
Il est également scénariste du téléfilm britannique A Talent for Murder d'Alvin Rakoff (adaptation de la pièce éponyme précitée, 1984, avec Angela Lansbury et Laurence Olivier).
Son frère aîné Edward Chodorov (en) (1904-1988) est lui-aussi dramaturge et scénariste, ainsi que producteur de cinéma. Il est par exemple l'auteur de la pièce Those Endearing Young Charms (créée à Broadway en 1943), adaptée au cinéma en 1945 sous le même titre original (titre français : Le Charme de l'amour, réalisation de Lewis Allen), dont Jérôme Chodorov est scénariste.
Ce dernier meurt en 2004, à 93 ans.

## Théâtre à Broadway (intégrale)

### Dramaturge
- 1938 : Schoolhouse on the Lot de Jerome Chodorov et Joseph Fields
- 1940-1943 : My Sister Eileen (en) de Jerome Chodorov et Joseph Fields, mise en scène de George S. Kaufman
- 1941-1943 : Junior Miss de Jerome Chodorov et Joseph Fields (d'après les écrits de Sally Benson), mise en scène de Moss Hart
- 1945-1946 : The French Touch de Jerome Chodorov et Joseph Fields, mise en scène de René Clair
- 1954-1955 : Anniversary Waltz (en) de Jerome Chodorov et Joseph Fields, mise en scène de Moss Hart
- 1956 : The Ponder Heart de Jerome Chodorov et Joseph Fields, mise en scène de Robert Douglas
- 1966 : Three Bags Full de Jerome Chodorov (d'après Claude Magnier), mise en scène de Gower Champion
- 1981 : A Talent for Murder de Jerome Chodorov et Norman Panama, mise en scène de Paul Aaron, décors d'Oliver Smith

### Librettiste
- 1950 : Alive and Kicking (en), revue, musique d'Harold Rome, Hoagy Carmichael, Sammy Fain et autres (orchestrée par George Bassman), paroles d'Harold Rome et autres, sketches de Jerome Chodorov, Joseph Fields et autres, chorégraphie de Jack Cole, décors et costumes de Raoul Pène Du Bois
- 1953-1954 : Wonderful Town, comédie musicale, musique de Leonard Bernstein, paroles de Betty Comden et Adolph Green, livret de Jerome Chodorov et Joseph Fields (d'après leur pièce My Sister Eileen), mise en scène de George Abbott, décors de Raoul Pène Du Bois, costumes de Raoul Pène Du Bois et Mainbocher (+ reprise, 2003-2005)
- 1954 : The Girl in Pink Tights (en), comédie musicale, musique de Sigmund Romberg, paroles de Leo Robin, livret de Jerome Chodorov et Joseph Fields, chorégraphie d'Agnes de Mille
- 1964-1965 : I Had a Ball (en), comédie musicale, musique et paroles de Jack Lawrence et Stan Freeman (en), livret de Jerome Chodorov, chorégraphie d'Onna White

### Metteur en scène
- 1958-1959 : Make a Million de Norman Barasch et Carroll Moore, costume d'Ann Roth
- 1958-1959 : The Gazebo d'Alec Coppel, décors et lumières de Jo Mielziner
- 1960 : Christine (en), comédie musicale, musique de Sammy Fain, paroles de Paul Francis Webster, livret de Pearl Buck et Charles Peck, chorégraphie d'Hanya Holm, décors et lumières de Jo Mielziner
- 1961 : Blood, Sweet and Stanley Poole (en) de James et William Goldman

## Filmographie partielle
(cinéma, sauf mention contraire)

### Scénariste
- 1939 : Conspiracy de Lew Landers
- 1940 : Two Girls on Broadway de S. Sylvan Simon
- 1942 : Ma sœur est capricieuse (My Sister Eileen) d'Alexander Hall
- 1945 : Le Charme de l'amour ou Le Charme d'une romance (Those Endearing Young Charms) de Lewis Allen
- 1958 : Le Père malgré lui (The Tunnel of Love) de Gene Kelly
- 1959 : Joyeux Anniversaire (Happy Anniversary) de David Miller
- 1984 : A Talent for Murder d'Alvin Rakoff (téléfilm britannique)

### Autres
- 1945 : Junior Miss de George Seaton (scénario du réalisateur, d'après la pièce éponyme de Jerome Chodorov et Joseph Fields)
- 1955 : Ma sœur est du tonnerre (My Sister Eileen) de Richard Quine (remake musical du film de 1942 Ma sœur est capricieuse)

## Récompense
- 1953 : Tony Award de la meilleure comédie musicale, pour Wonderful Town